# Che
Che – hiszpański wykrzyknik używany w części Ameryki Południowej (Argentyna) oraz w hiszpańskiej Walencji. W innym zapisie (tchê) stosowany także w części Brazylii.
Okrzyk che! wyraża radość lub podziw. Słowo posiada także drugie znaczenie – człowiek, przyjaciel, kolega - i jest kolokwialną formą zwracania się do ludzi niezależnie od ich statusu społecznego.
W innych krajach Ameryki Łacińskiej termin ten oznacza człowieka pochodzącego z Argentyny.
Jako el Che jest znany komunistyczny rewolucjonista Ernesto Guevara. Z kolei piłkarze Valencia CF obdarzani są przydomkiem Los Ches.